# Cadeguala occidentalis
Cadeguala occidentalis är en biart som först beskrevs av Alexander Henry Haliday 1836.  Cadeguala occidentalis ingår i släktet Cadeguala och familjen korttungebin. Inga underarter finns listade.

## Bildgalleri

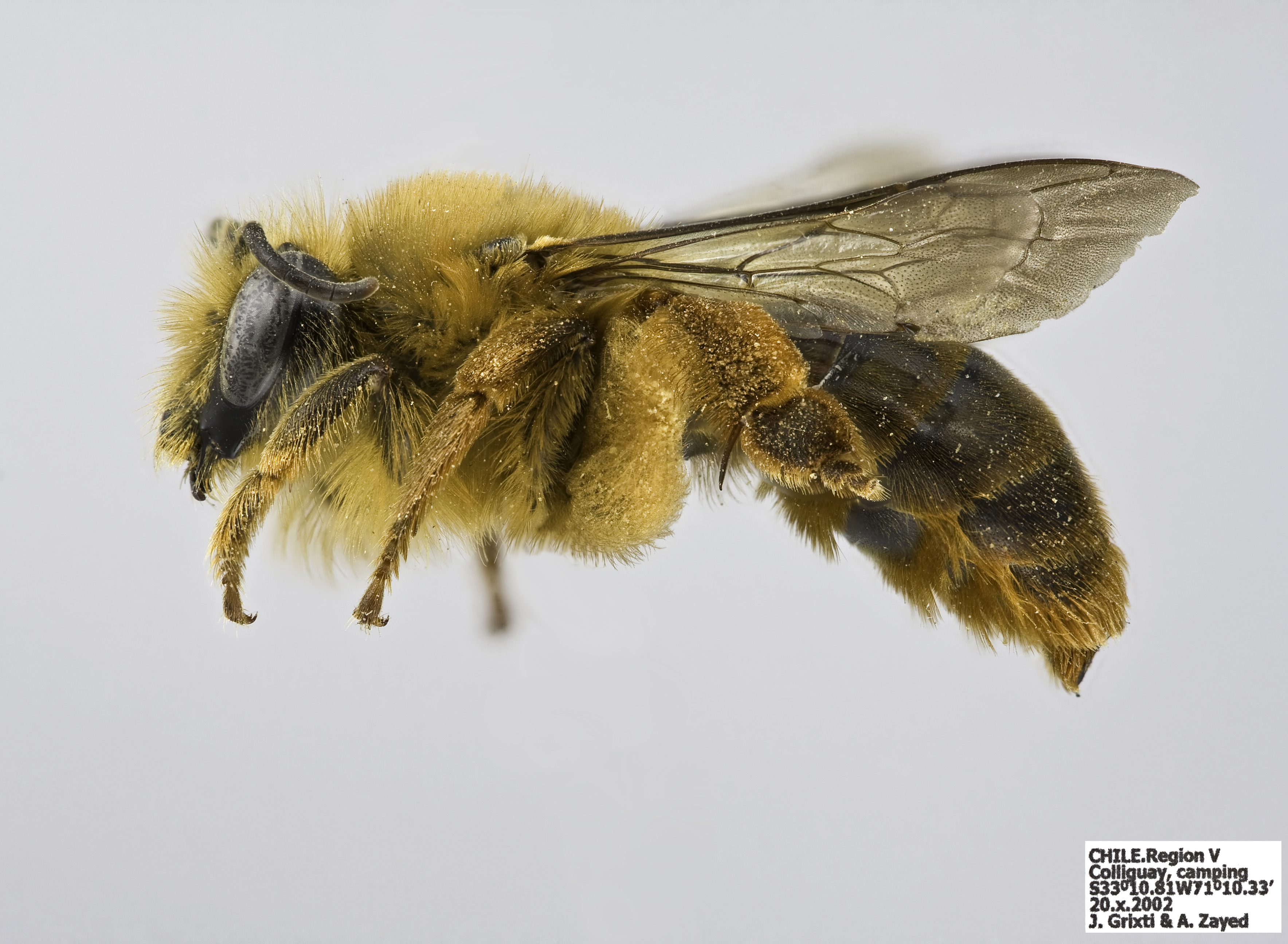
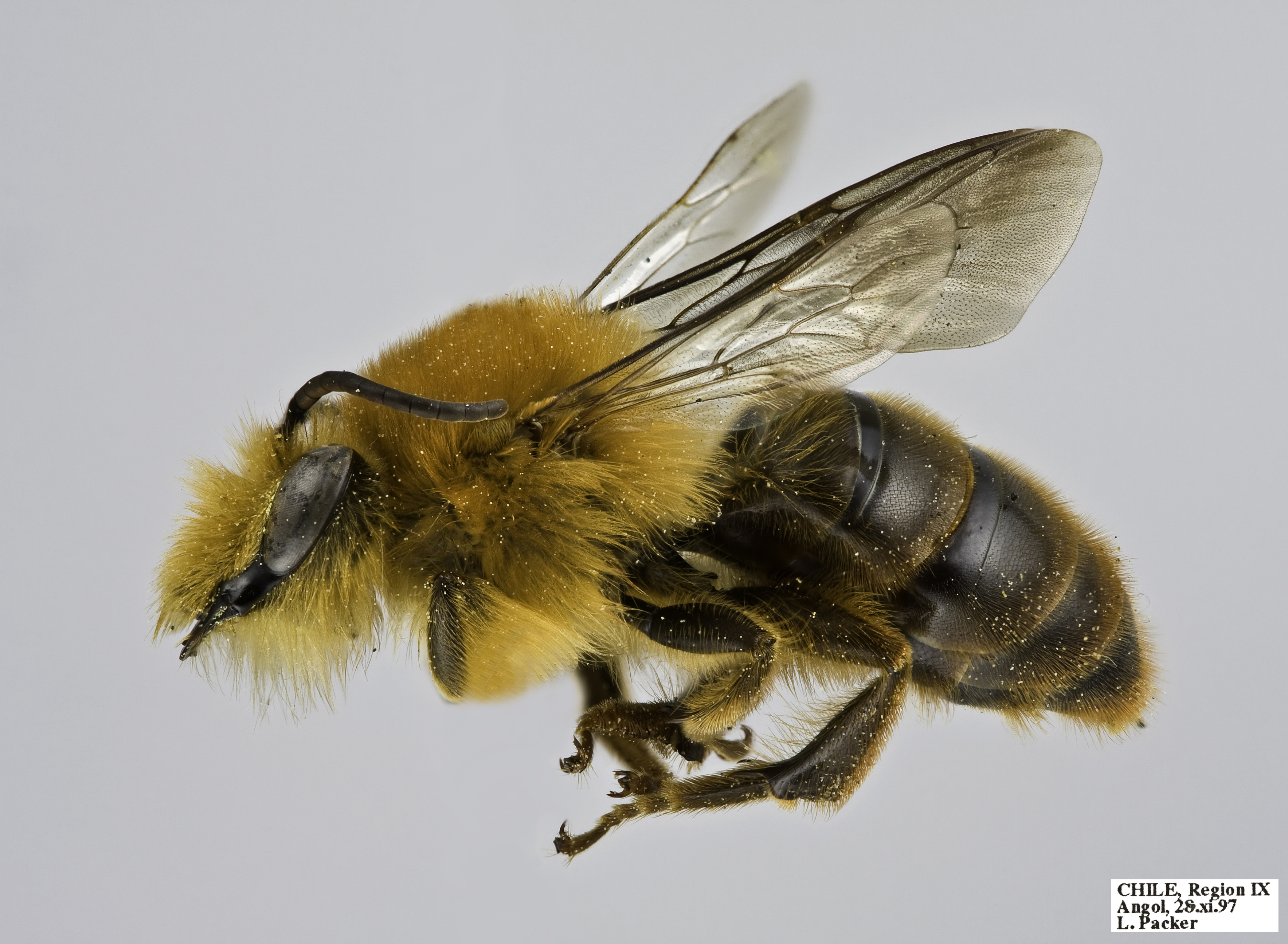